# Belgien i olympiska sommarspelen 1908
Belgien deltog med 88 deltagare vid de olympiska sommarspelen 1908 i London. Totalt vann de åtta medaljer och slutade på tionde plats i medaljligan. Detta var andra gången som deltagare från Belgien deltog i de olympiska spelen.

## Medaljer

### Guld
- Paul Van Asbroeck - Skytte, 50 m fripistol

### Silver
- Oscar Taelman, Marcel Morimont, Rémy Orban, Georges Mys, François Vergucht, Polydore Veirman, Oscar de Somville, Rodolphe Poma och Alfred van Landeghem - Rodd, åtta med styrman
- Léon Huybrechts, Louis Huybrechts och Henri Weewauters - Segling, 6 meter
- Réginald Storms - Skytte, 50 m fripistol
- René Englebert, Charles Paumier du Verger, Réginald Storms och Paul Van Asbroeck - Skytte, team pistol
- Victor Boin, Herman Donners, Fernand Feyaerts, Oscar Grégoire, Herman Meyboom, Albert Michant och Joseph Pletinckx - Vattenpolo

### Brons
- Joseph Werbrouck - Cykling, 20 kilometer
- Paul Anspach, Désiré Beaurain, Ferdinand Feyerick och François Rom - Fäktning, värja lag